# Príncipe de sangue
Príncipe de Sangue, cuja forma feminina era Princesa de sangue (em francês:  Prince du sang e Princesse du sang) era o título da forma de tratamento dos Príncipes da Casa Real Francesa. 
O Príncipe de sangue era o primogênito pertencente, de forma legítima, em linha masculina, do Monarca Francês reinante ou de tempos passados. Tratava-se da posição mais elevada na Corte, após a Família Real durante o antigo regime francês e a Restauração Bourbônica. 
Em algumas Monarquias Europeias, mas principalmente no Reino da França, esta denominação foi uma classificação específica de Direito próprio e de uso superior aos outros títulos. 

## História
A expressão Príncipe de Sangue surgiu no século XV para qualificar os descendentes de São Luís pertencentes à Casa Real Francesa. Assim eram aptos a suceder ao Trono com a extinção dos membros da Família Real reinante. Tal denominação sucedeu a expressão Príncipes das Flores de Lis (em francês:  princes des fleurs de lys) e Príncipes de Sangue da França (em francês:  princes du sang de France).
Um Príncipe de Sangue ocupou o Trono, em 1589, com o fim da linha de monarcas da Casa de Valois. No entanto, Filipe VI de Valois, que sucedeu a Carlos IV, foi o primeiro dos Valois que, ao ascender ao trono, não era um Príncipe de Sangue, mas sim um Filho da França. 
Desde a sua criação existiram duas grandes linhagens de Príncipes de Sangue, a partir do século XV, os Valois e os Bourbons.

## Precedência
Os Príncipes de Sangue tinham, desde 1576, com o Rei Henrique III, toda precedência entre os Pares de França, devido a seu nascimento, em qualquer cerimónia eclesiástica. A prioridade era o grau de consanguinidade..

### Primeiro Príncipe de Sangue
O primeiro Príncipe de Sangue apareceu em 1595.  Ele estava, hierarquicamente, após os Filhos e Netos da França., de acordo com a Ordem Dinástica da Legislação Básica do Reino da França, desde que não tivesse nenhum título nobiliárquico de Grandeza no estrangeiro. Assim, Luís de Orleães, filho do Regente Filipe de Orleães, foi nomeado o primeiro Príncipe de Sangue, após o falecimento de o Grande Condé.

## Estilo e tratamento
O Primeiro Príncipe de Sangue, que era o primeiro na ordem de sucessão ao trono, era chamado por uma denominação específica Monsieur o Príncipe (em francês:  Monsieur le Prince). O filho mais velho deste era conhecido como Monsieur o Duque (em francês:  Monsieur le Duc).
Os Príncipes de Sangue tinham o tratamento de Alteza Sereníssima (em francês:  Son Altesse Sérénissime).
O Rei Carlos X concedeu a seu primo Luís Filipe, o chefe do ramo da Casa de Orleães, o tratamento de Alteza, por Decisão Régia de 21 de setembro de 1824..

## Príncipes de sangue
| Príncipe | Príncipe            | Nascimento                                   | Relação com o monarca       | Direito    | Títulos                                                                                     |
| -------- | ------------------- | -------------------------------------------- | --------------------------- | ---------- | ------------------------------------------------------------------------------------------- |
|          | Antônio             | 22 de abril de 1518 La Fère                  | Sobrinho                    | Nascimento | Duque de Vendôme (1537-1562) Rei de Navarra (1555-1562)                                     |
|          | Francisco           | 23 de setembro de 1519 La Fère               | Tio (de Henrique IV)        | Nascimento | Conde de Enghien (1519-1546)                                                                |
|          | Carlos              | 22 de setembro de 1523 La Ferté-sous-Jouarre | Tio (de Henrique IV)        | Nascimento | Arcebispo de Ruão (1519-1546) Cardeal-presbítero de São Sisto (1549-1561)                   |
|          | Luís                | 7 de maio de 1530 Vendôme                    | Tio (de Henrique IV)        | Nascimento | Príncipe de Condé (1546-1569)                                                               |
|          | Henrique            | 29 de dezembro de 1552 La Ferté-sous-Jouarre | Primo (de Henrique IV)      | Nascimento | Príncipe de Condé (1569-1588)                                                               |
|          | Francisco           | 19 de agosto de 1558 La Ferté-sous-Jouarre   | Primo (de Henrique IV)      | Nascimento | Príncipe de Conti (1581-1614)                                                               |
|          | Carlos              | 3 de novembro de 1566 Nogent-le-Rotrou       | Primo (de Henrique IV)      | Nascimento | Conde de Soissons (1569–1612)                                                               |
|          | Henrique            | 1 de setembro de 1588 Nogent-le-Rotrou       | Primo (de Henrique IV)      | Nascimento | Príncipe de Condé (1588–1646)                                                               |
|          | Luís                | 1 de maio de 1604 Paris                      | Primo (de Henrique IV)      | Nascimento | Conde de Soissons (1612–1641)                                                               |
|          | Luís                | 1 de outubro de 1612 Paris                   | Sobrinho (de Luís XIII)     | Nascimento | Duque de Vendôme (1665-1669) Cardeal de Santa Maria em Portico (1667-1669)                  |
|          | Luís II             | 8 de setembro de 1621 Paris                  | Primo (de Luís XIII)        | Nascimento | Príncipe de Condé (1646–1686)                                                               |
|          | Armando             | 11 de outubro de 1629 Paris                  | Primo (de Luís XIII)        | Nascimento | Príncipe de Conti (1629–1666)                                                               |
|          | Henrique Júlio      | 29 de julho de 1643 Paris                    | Primo (de Luís XIII)        | Nascimento | Príncipe de Condé (1686–1709)                                                               |
|          | Luís Armando        | 4 de abril de 1661 Paris                     | Primo (de Luís XIV)         | Nascimento | Príncipe de Conti (1666-1685)                                                               |
|          | Luís José           | 11 de julho de 1654 Paris                    | Primo (de Luís XIV)         | Nascimento | Duque de Vendôme (1669-1712)                                                                |
|          | Francisco Luís      | 30 de abril de 1664 Paris                    | Primo (de Luís XIV)         | Nascimento | Príncipe de Conti (1685-1709)                                                               |
|          | Filipe              | 23 de agosto de 1655 Paris                   | Primo (de Luís XIV)         | Nascimento | Duque de Vendôme (1712–1727)                                                                |
|          | Luís                | 4 de agosto de 1703 Paris                    | Sobrinho-neto (de Luís XIV) | Nascimento | Duque de Orleães (1723-1752)                                                                |
|          | Luís                | 18 de outubro de 1668 Paris                  | Primo (de Luís XIV)         | Nascimento | Príncipe de Condé (1709-1710) Duque de Montmorency (1668–1689) Duque de Enghien (1689–1709) |
|          | Luís Henrique       | 18 de agosto de 1692 Palácio de Versalhes    | Neto (de Luís XIV)          | Nascimento | Duque de Bourbon (1709–1736) Príncipe de Condé (1710–1740)                                  |
|          | Luís Armando        | 10 de novembro de 1695 Paris                 | Primo (de Luís XIV)         | Nascimento | Príncipe de Conti (1709-1727)                                                               |
|          | Carlos              | 19 de junho de 1700 Castelo de Chantilly     | Primo (de Luís XIV)         | Nascimento | Conde de Charolais (1700-1760)                                                              |
|          | Luís                | 15 de junho de 1709 Palácio de Versalhes     | Primo (de Luís XIV)         | Nascimento | Conde de Clermont (1709-1771)                                                               |
|          | Luís Francisco      | 13 de agosto de 1717 Palácio de Versalhes    | Primo (de Luís XV)          | Nascimento | Príncipe de Conti (1727-1776)                                                               |
|          | Luís Filipe         | 12 de maio de 1725 Palácio de Versalhes      | Primo (de Luís XV)          | Nascimento | Duque de Orleães (1752-1785)                                                                |
|          | Luís José           | 9 de agosto de 1736 Hôtel de Condé           | Primo (de Luís XV)          | Nascimento | Príncipe de Condé (1740-1818)                                                               |
|          | Luís Filipe José    | 13 de abril de 1747 Castelo de Saint-Cloud   | Primo (de Luís XV)          | Nascimento | Duque de Orleães (1747-1793)                                                                |
|          | Luís Francisco José | 1 de setembro de 1734 Castelo de Saint-Cloud | Primo (de Luís XV)          | Nascimento | Príncipe de Conti (1776-1814)                                                               |
|          | Luís Filipe         | 6 de outubro de 1773 Paris                   | Primo (de Luís XV)          | Nascimento | Duque de Orleães (1793-1830) Duque de Chartres (1785-1793)                                  |
|          | Luís Antônio Filipe | 3 de julho de 1775 Palais Royal              | Primo (de Luís XVI)         | Nascimento | Duque de Montpensier (1775-1807)                                                            |
|          | Luís Carlos Afonso  | 7 de outubro de 1779 Palais Royal            | Primo (de Luís XVI)         | Nascimento | Conde de Beaujolais (1779-1808)                                                             |
|          | Luís Henrique       | 13 de abril de 1756 Paris                    | Primo (de Luís XVI)         | Nascimento | Príncipe de Condé (1818-1830)                                                               |
|          | Fernando Filipe     | 3 de setembro de 1810 Palermo                | Primo (de Luís XVIII)       | Nascimento | Duque de Orleães (1830-1842) Príncipe Real (1830-1842)                                      |